# 时少章
時少章（1199年?—?），字天彝，婺州（今浙江金華）人。
時瀾之子。庆元五年（1199年）出生。師從呂祖謙，博極群書，語出新意，寶祐元年（1253年）進士，已年逾五十。初授麗水主簿，改婺州教授兼麗澤書院山長。不久，改南康学教授，兼任白鹿洞書院山長。官至史館檢閱。郑士懿稱：“孤隽峭拔，自成一家，真一世瑰伟人。”卒年不詳。著有《所性稿》等，已佚。